# Port de commerce

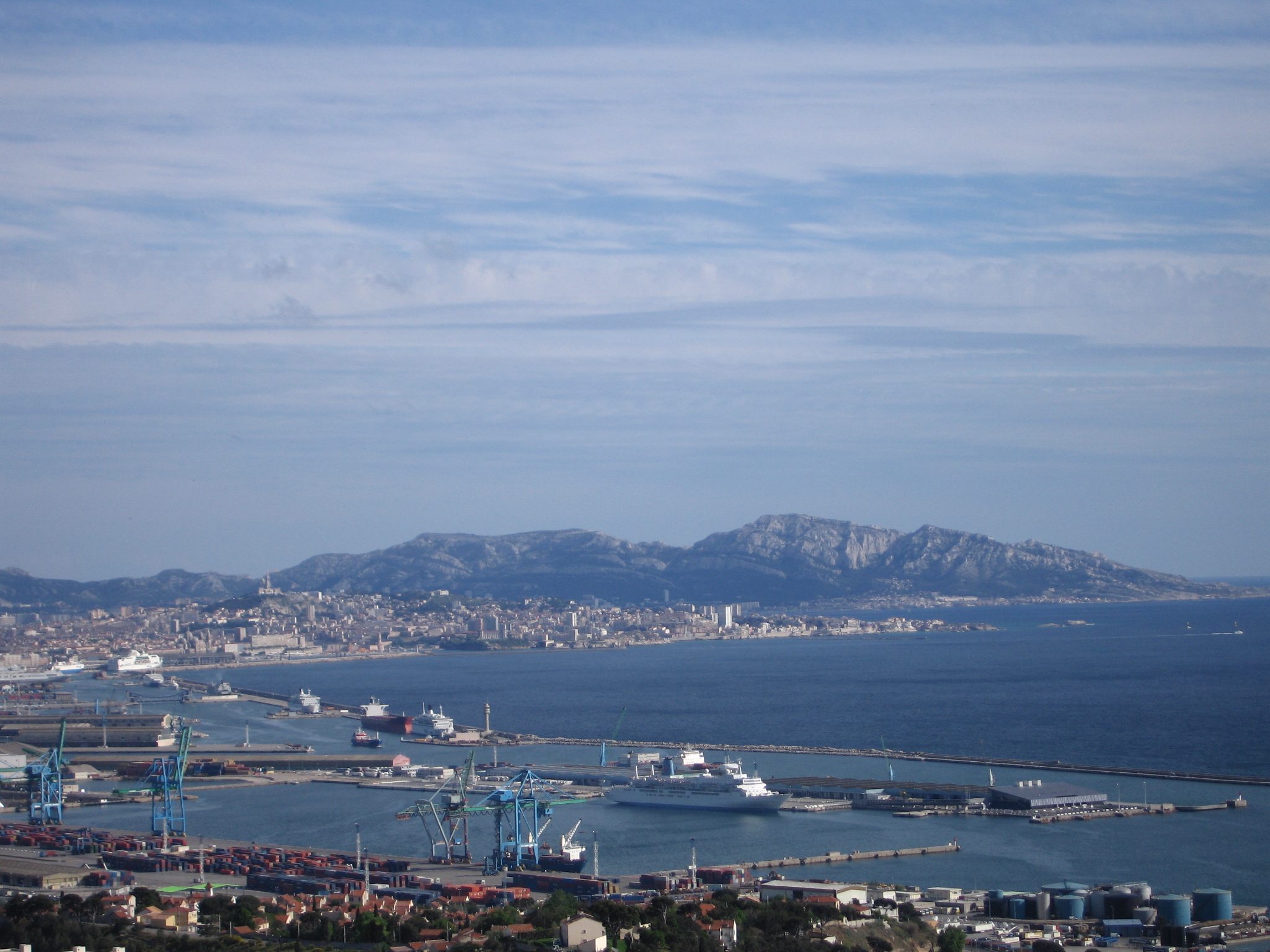
Marseille, 1er port de commerce français en termes de tonnage marchandises traitées

Un port de commerce est un port dont l’une des fonctions est le chargement et le déchargement de marchandises commerciales. Le transit marchand est de plus en plus basé sur les conteneurs et une manipulation automatisée sur des aires de stockage provisoire situées près des quais. Des marquages au sol aident à placer ou empiler le conteneur tout en économisant l’espace disponible. Quelques produits continuent à circuler en vrac.

## En France
En 2013 avec un littoral d’environ 7 000 kilomètres en incluant l’outre-mer, 500 ports ; 360 millions de tonnes de fret et 30 millions de passagers par an la France se présente comme la 5e puissance portuaire en Europe en 2013.
En 2017, Marseille et HAROPA sont placés parmi les premiers ports européens en volume total de marchandises traitées. Marseille est le 3e port pétrolier au monde, Le Havre est le 10e port de conteneurs en Europe et le port de Rouen le 1er port céréalier d’Europe de l’Ouest.
Les emplois directs des sept grands ports maritimes métropolitains représentent près de 40 000 personnes. Les activités industrielles emploient dans les ports plus de 90 000 personnes.

Les grands ports maritimes d’outre-mer ont réalisé un trafic global de 11,7 millions de tonnes en 2014.
Le port de commerce de Brest est le 1er port breton et le 1er centre français de réparation navale.
Les ports de commerce selon la Stratégie nationale pour la mer et le littoral (publiée en février 2017) sont à l’« interface de routes maritimes et de réseaux de transports multimodaux (…) au cœur de la chaine logistique d’approvisionnement des territoires. Les ports français doivent devenir des « architectes » de solutions logistiques maritimes et terrestres, sur un hinterland — notamment fluvial — projeté à l’échelle européenne. Ils ont vocation à se positionner comme des acteurs coordonnateurs démontrant une forte valeur ajoutée dans la mise en place de chaînes logistiques intégrées, durables et économiquement compétitives, favorisant les moyens massifiés. Ils ont également vocation à accueillir les activités essentielles à l’économie bleue dans le secteur logistique ou industriel, notamment dans le secteur énergétique ou relevant des filières industrielles d’avenir tournées vers la transition énergétique. Lieux de transformation de produits et de biens destinés aussi bien à l’importation qu’à l’exportation, les places portuaires constituent de véritables pierres angulaires du développement industriel du pays ».
« Dunkerque, Le Havre, Rouen, Nantes-Saint-Nazaire, La Rochelle, Bordeaux, Marseille réunissent environ 80 % du trafic total ».

## Dans la Peinture
Les ports de commerce font une entrée triomphale dans la peinture moderne en 1874 à la Première exposition des peintres impressionnistes chez Nadar au 35 Boulevard des Capucines à Paris avec l’œuvre de Monet peinte au Havre. Mais c’est Camille Pissarro qui donnera toute sa dimension à ce thème, grâce à une série de tableaux, réalisée de 1883 à 1903, dans les ports de Rouen, Dieppe et du Havre.

Les Ports de commerce par les impressionnistes
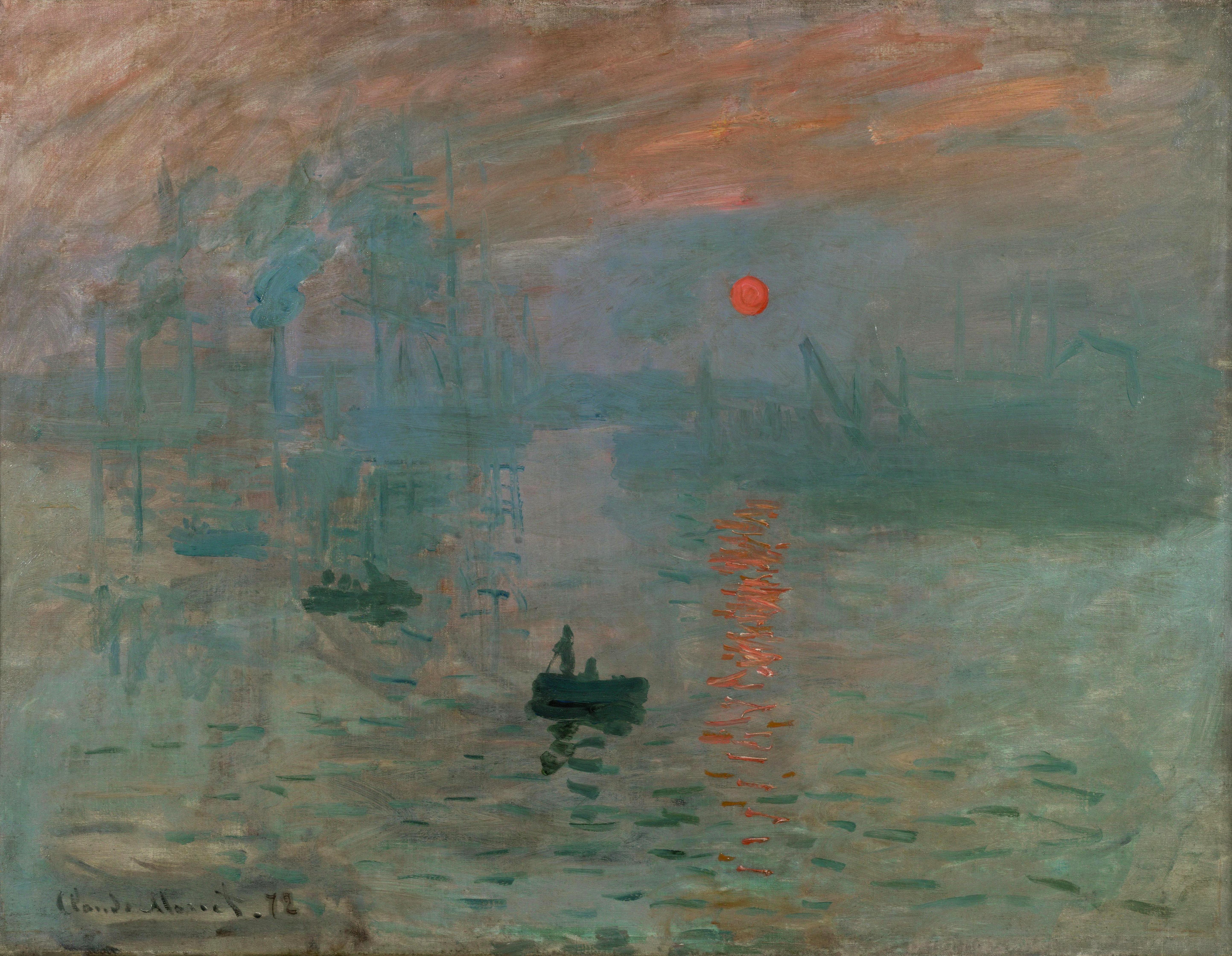
Impression, soleil levant, 1872-1873 Claude Monet Musée Marmottan, Paris
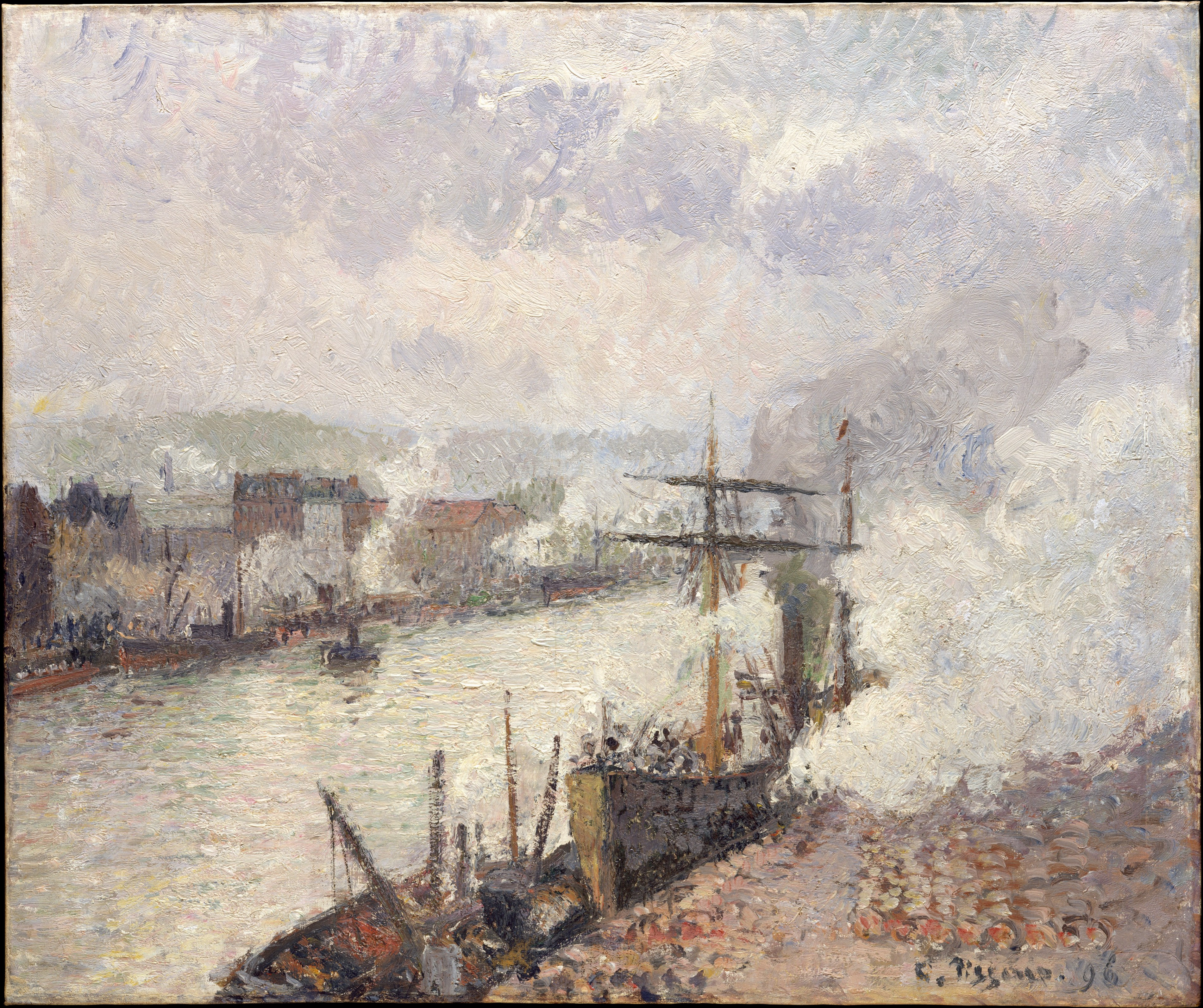
Bateau à vapeur dans le port de Rouen, 1896 Camille Pissarro Metropolitan Museum, New York
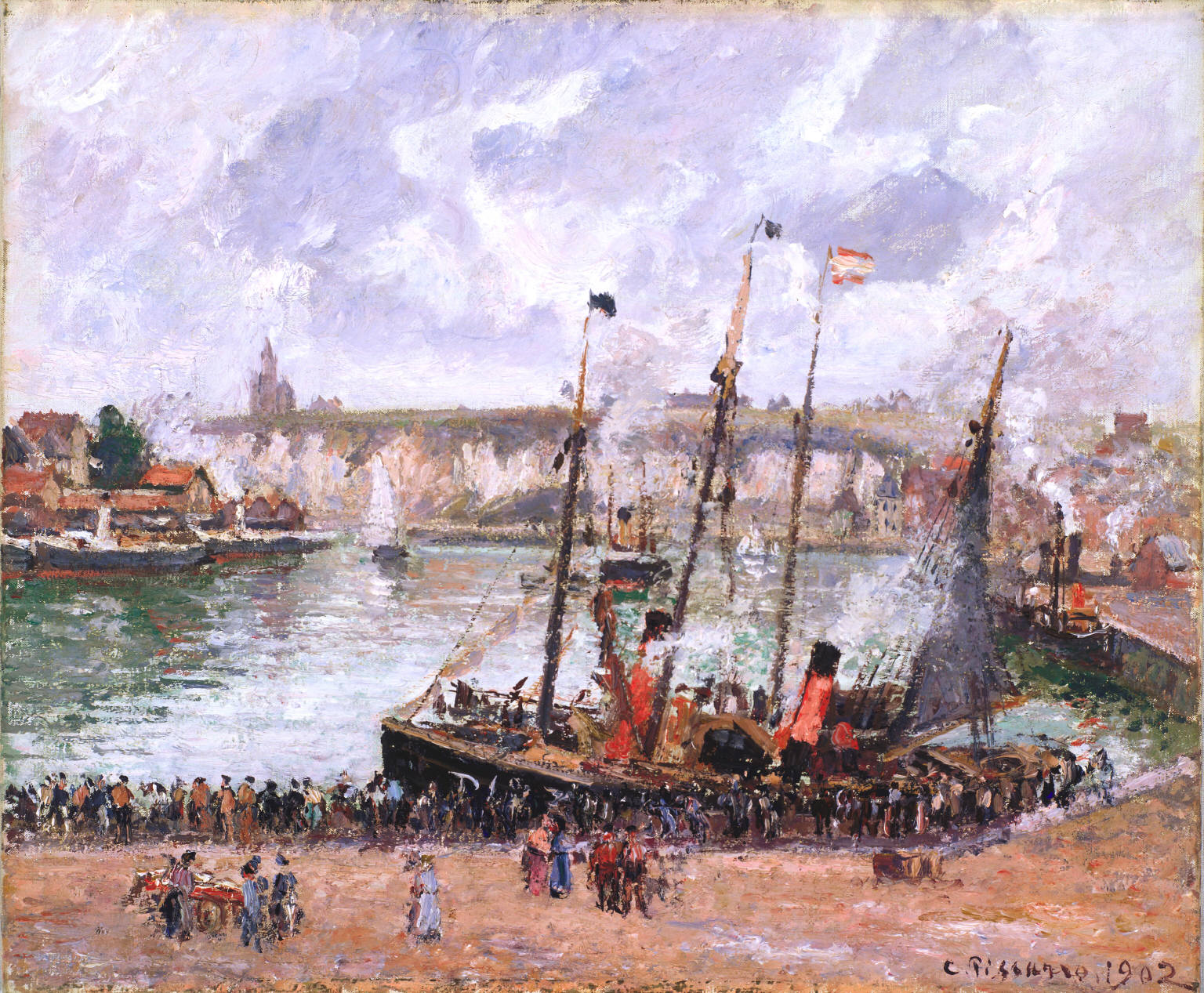
le Port de Dieppe, 1902 Camille Pissarro Musée des Beaux-Arts de San Francisco
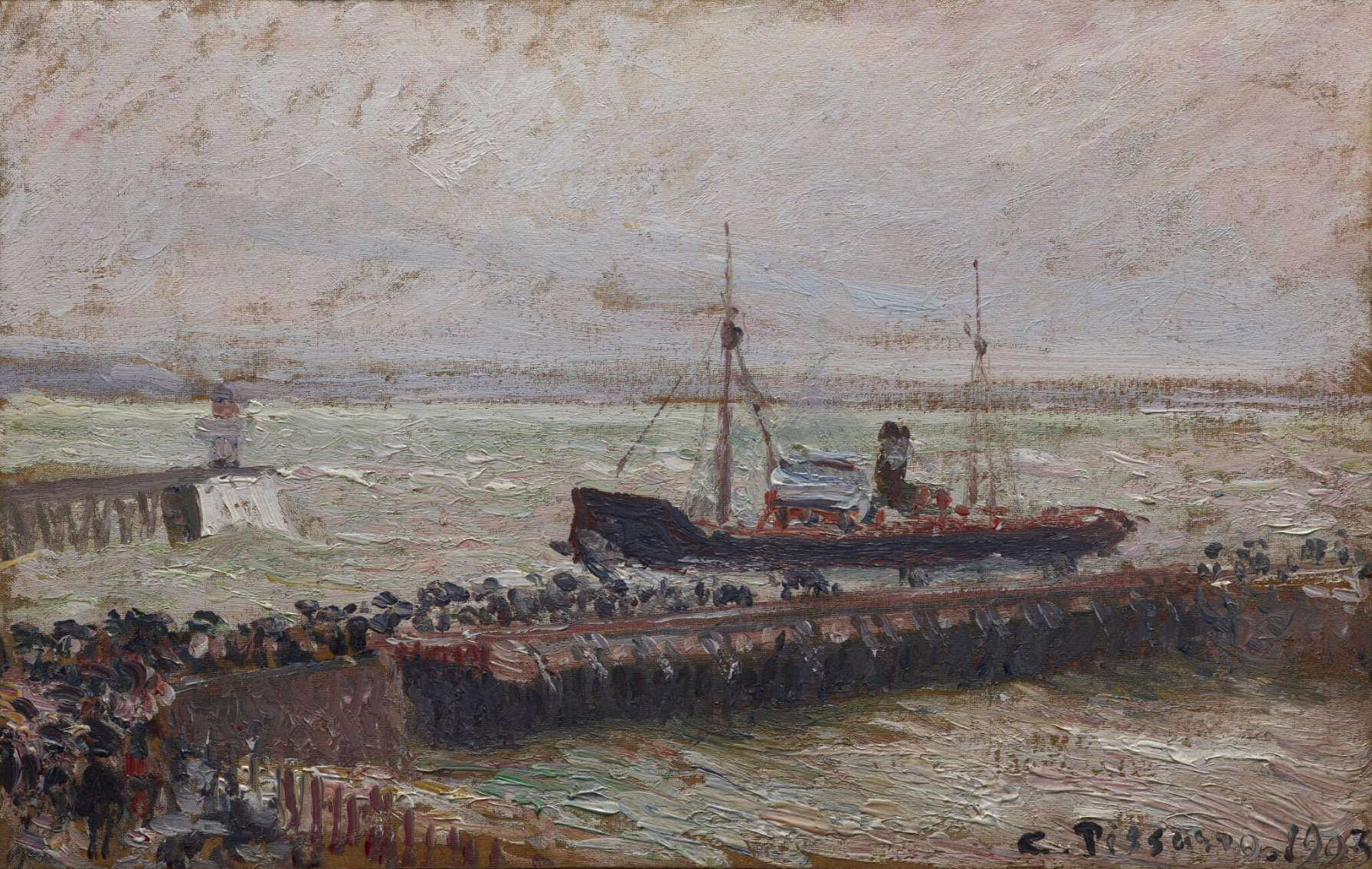
Bateau entrant dans le port du Havre Camille Pissarro, 1903 Dallas Museum of Art